# Boris Podvršnik
mag. Boris Podvršnik, slovenski častnik, veteran vojne za Slovenijo, * 7. februar 1963, Maribor.
Stotnik v rezervi Podvršnik je trenutno član predsedstva OZVVS Slovenske Konjice in župan občine Zreče. V letih 2002–2007 je bil starešina Lovske družine Zreče. Med leti 2006 in 2011 je predsedoval Pohorskemu lovsko upravljavskemu območju.
Junija 2025 je postal predsednik sveta Slovenske demokratske stranke.

## Vojaška kariera
- poveljnik voda v bateriji PZO TO RS
- načelnik zvez, KZ in OO v občini Slovenske Konjice
- pomočnik organizatorja MSNZ v občini Slovenske Konjice
- poveljnik protidiverzantske čete TO RS (1991)

## Odlikovanja in priznanja
- bronasta medalja generala Maistra z meči
- spominski znak MSNZ RS 1990
- spominski znak Obranili domovino 1991
- zlata medalja manevrske strukture narodne zaščite RS
- srebrni grb Občine Zreče